# Palca de Aparzo
Palca de Aparzo es una localidad argentina ubicada en el Departamento de Humahuaca de la Provincia de Jujuy, sede de una comunidad aborigen. Se asienta en la confluencia del arroyo Aparzo sobre el río de Varas; el término Palca significa "horqueta" en quichua, por la forma de la confluencia.
Cuenta con un centro de salud que atiende solamente de lunes a viernes, y el acceso es una ruta de tierra, con tramos que ascienden por encima de los 4000 m s. n. m.
En 2021 fue elevada a la categoría de Comisión Municipal, siendo designado Juan Abel Condorí como su primer comisionado.
Las sierras de Hornocal, con cerros de colores de 8 km son un importante atractivo turístico.